# Jesús Abrego Narbarte
Jesús Abrego Narbarte (Arroniz, Navarra, 7 de març de 1910) va ser un pilotari professional en la modalitat de erremonte (remonte), fent el seu debut l'any 1924, anomenat com "el Mag d'Arroniz". Es va iniciar al món de la pilota de la mà del seu pare, que era corredor d'apostes en l'Euskal Jai de Pamplona. Va arribar molt ràpid al professionalisme, l'any 1924, amb prou feines 14 anys, gràcies a les seves condicions innates pel remonte. El seu major èxit va ser el campionat assolit l'any 1944 en el Campionat individual, sent est l'únic títol oficial que va obtenir, atès que per aquella època no es disputaven, si no que eren més habituals els desafiaments i festivals de pilota. Durant la dècada dels trenta i quaranta va ser el millor remontista, sent habitual que se'l esmenti així mateix com el millor de la història. Fins i tot era habitual que formés parella amb un altre pilotari i s'enfrontessin a trios per igualar els partits. La majoria de la seva carrera va transcórrer en els frontons de Recoletos a Madrid, l'Urumea a Sant Sebastià i l'Euskal Jai a Pamplona.